# Lasioptera textor
Lasioptera textor är en tvåvingeart som beskrevs av Jean-Jacques Kieffer 1905. Lasioptera textor ingår i släktet Lasioptera och familjen gallmyggor. Inga underarter finns listade i Catalogue of Life.